# Долинівка (Запорізький район)
Доли́нівка (до 1908 року — Адельсгейм, нім. Adelsheim) — село в Україні, у Широківській сільській громаді Запорізького району Запорізької області. 
До 2020 року орган місцевого самоврядування — Миколай-Пільська сільська рада.
Населення становить 81 особа. 
Територія села межує із землями Солонянської селищної територіальної громади Дніпровського району Дніпропетровської області.

## Географія
Село Долинівка знаходиться за 4 км від правого берега річки Дніпро, на відстані 1,5 км від села Новопетрівка. По селу протікає пересихаючий струмок із загатою. Поруч проходить автомобільна дорога Н08.

## Історія
Колонія Адельсгейм заснована в 1869 році німцями-менонітами, переселенцями з Хортицьких колоній.
Станом на 1886 рік у німецькій колонії Адельсгейм Миколайфельдської волості Катеринославського повіту Катеринославської губернії мешкало 226 осіб, налічувалось 38 дворових господарства, існували молитовний будинок менонітів та школа.

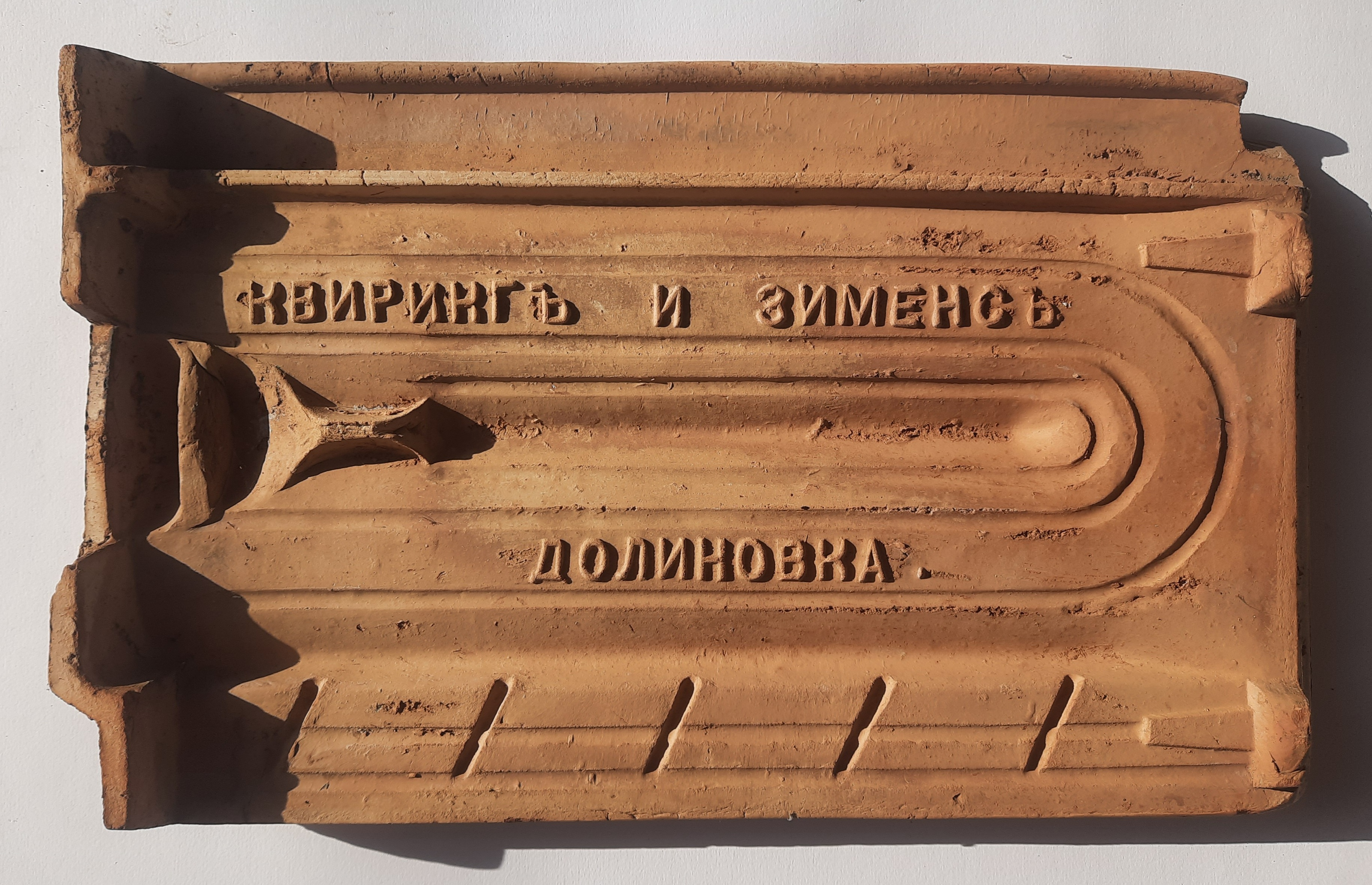
Черепиця "Квирингъ и Зименсъ Долиновка"

Принаймні з 1908 до 1915 роки в селі діяла цегельня, що належала місцевим жителям Квіринґу Абраму та Зіменсу А. (нім. Quiring Abram und Siemens A.). Черепиця, яка вироблялася на цій цегельні широко застосовувалася для покриття дахів будинків і громадських споруд в навколишніх селах.
7 (20) листопада 1917 року, відповідно до Третього Універсалу Української Центральної Ради, увійшло до складу Української Народної Республіки.
У 1942 році в селі працювали цегельня, крупорушка, кузня, столярна майстерня[джерело?]. У жовтні 1943 року жителі виселені в Ватергау.
12 червня 2020 року, відповідно до Розпорядження Кабінету Міністрів України від № 713-р «Про визначення адміністративних центрів та затвердження територій територіальних громад Запорізької області», увійшло до складу Широківської сільської громади.
19 липня 2020 року, в результаті адміністративно-територіальної реформи та ліквідації колишнього Запорізького району (1965—2020), село увійшло до складу новоутвореного Запорізького району.